# Арнаево
Арнаево (на сръбски: Арнајево) е село в община Бараево, Белградски окръг, Сърбия.

## География
Намира се югозападно от село Белина и северозападно от село Рожанци, в южната част на общината.

## История
Арнаево е присъединено към община Бараево през 1957 г. Преди това е било част от закритата община Белина.

## Население
Населението на селото възлиза на 753 жители (2011 г.).
Етнически състав (2002)
- сърби – 842 жители (98,71%)
- цигани – 1 жител (0,11%)
- бошняци – 1 жител (0,11%)
- недекларирали – 8 жители (0,93%)

По данни от преброяването на населението през 2011 година в селото живеят 793 жители, 40 от тях са в чужбина (5%), а постоянно живеят 753 жители. 243 домакинства са разположени в 364 жилища.